# John Ribat
John Ribat M.S.C.(Sinh 1957) là một hồng y người Papua New Guinea của Giáo hội Công giáo Rôma. Ông hiện đảm trách nhiệm vụ Tổng giám mục chính tòa Tổng giáo phận Port Moresby và Chủ tịch Liên Hội đồng Giám mục Úc châu. Trước đó, ông cũng từng đảm nhận nhiều chức vị khác, trong đó nổi bật là Chủ tịch Hội đồng Giám mục Papua New Guinea và Quần đảo Solomon.

## Tiểu sử
Hồng y Ribat sinh ngày 9 tháng 2 năm 1957, tại Volavolo, Papua New Guinea. Sau quá trình tu học, mãn khóa chủng viện, ngày 1 tháng 12 năm 1985, ông được thụ phong chức vị linh mục, thuộc dòng M.S.C. Ngày 30 tháng 10 năm 2000, Tòa Thánh loan tin bổ nhiệm linh mục John Ribat làm Giám mục Hiệu tòa Macriana Minor, Giám mục Phụ tá Giáo phận Bereina. Tân giám mục được tấn phong sau đó vào ngày 11 tháng 2 năm 2001, bởi Giám mục chính tòa Giáo phận Bereina Gérard-Joseph Deschamps, S.M.M., phụ phong có hai giám mục là Brian James Barnes, O.F.M. - Tổng giám  mục Tổng giáo phận Port Moresby và Tổng giám mục Benedict To Varpin, Tổng giám mục Tổng giáo phận Madang. Tân giám mục chọn khẩu hiệu:Peace through Jesus heart.
Hơn một năm sau đó, ngày 12 tháng 2 năm 2002, Tòa Thánh quyết định chọn Giám mục Ribat làm Giám mục chính tòa Giáo phận Bereina. Năm năm sau, ngày 16 tháng 4 năm 2007, Tòa Thánh thuyên chuyển Giám mục Ribat về làm Tổng giám mục phó Tổng giáo phận Port Moresby, ông chính thức kế vị ngày 28 tháng 3 năm 2008, thành Tổng giám mục chính tòa. Tiếp đó, ông được chọn làm Chủ tịch Hội đồng Giám mục Papua New Guinea và Quần đảo Solomom từ tháng 5 năm 2011 đến tháng 5 năm 2014. Ngoài ra, ông còn là Chủ tịch Liên Hội đồng Giám mục Úc châu từ tháng 5 năm 2014.
Trong công nghị Hồng y 2016, Giáo hoàng Phanxicô vinh thăng ông làm Hồng y Nhà thờ San Giovanni Battista de’ Rossi. Ông đã đến đây nhận ngai tòa Hồng y của mình vào ngày 5 tháng 2 năm 2017.